# William F. Whiting
Pour les articles homonymes, voir Whiting (homonymie).
William Fairfield Whiting, né le 20 juillet 1864 à Holyoke (Massachusetts) et mort le 31 août 1936 au même endroit, est un homme politique américain. Membre du Parti républicain, il est secrétaire au Commerce entre 1928 et 1929 dans l'administration du président Calvin Coolidge.

## Source
- (en) Cet article est partiellement ou en totalité issu de l’article de Wikipédia en anglais intitulé « William F. Whiting » (voir la liste des auteurs).